# Ghana op het wereldkampioenschap voetbal 2010
Ghana was een van de deelnemende landen aan het wereldkampioenschap voetbal 2010 in Zuid-Afrika. De laatste deelname van het West-Afrikaanse land was in 2006. Ghana kwalificeerde zich als een van de zes Afrikaanse landen.

## Selectie
Hieronder de 23-koppige selectie van bondscoach Milovan Rajevac.
| Keepers       |                      |                          |
| 1             | Daniel Agyei         | Liberty Professionals FC |
| 16            | Stephen Ahorlu       | Heart of Lions           |
| 22            | Richard Kingson      | Wigan Athletic FC        |
| Verdedigers   |                      |                          |
| 19            | Lee Addy             | Bechem Chelsea           |
| 17            | Abdul Rahim Ayew     | El Zamalek               |
| 7             | Samuel Inkoom        | FC Basel                 |
| 5             | John Mensah          | Sunderland FC            |
| 8             | Jonathan Mensah      | Granada CF               |
| 4             | John Paintsil        | Fulham FC                |
| 2             | Hans Sarpei          | Bayer 04 Leverkusen      |
| 15            | Isaac Vorsah         | 1899 Hoffenheim          |
| Middenvelders |                      |                          |
| 6             | Anthony Annan        | Rosenborg BK             |
| 10            | Stephen Appiah       | Bologna                  |
| 21            | Kwadwo Asamoah       | Udinese                  |
| 13            | André Ayew           | Arles-Avignon            |
| 9             | Derek Boateng        | Getafe CF                |
| 23            | Kevin-Prince Boateng | Portsmouth FC            |
| 11            | Sulley Muntari       | Internationale           |
| 20            | Quincy Owusu-Abeyie  | Al-Sadd                  |
| Aanvallers    |                      |                          |
| 18            | Dominic Adiyiah      | AC Milan                 |
| 14            | Matthew Amoah        | NAC Breda                |
| 3             | Asamoah Gyan         | Stade Rennes             |
| 12            | Prince Tagoe         | 1899 Hoffenheim          |
| Bondscoach    |                      |                          |
|               | Milovan Rajevac      |                          |

## WK-wedstrijden

### Groep D
|                                      |        |                  |                         |                                                                                        |
| 13 juni «onderlinge duels» 16:00 uur | Servië | 0 – 1            | Ghana                   | Loftus Versfeld Stadion, Pretoria Toeschouwers: 38.833 Scheidsrechter: Héctor Baldassi |
| 13 juni «onderlinge duels» 16:00 uur |        | Wedstrijdverslag | 84' (pen.) Asamoah Gyan | Loftus Versfeld Stadion, Pretoria Toeschouwers: 38.833 Scheidsrechter: Héctor Baldassi |

|                                      |                         |                  |                  |                                                                                         |
| 19 juni «onderlinge duels» 16:00 uur | Ghana                   | 1 – 1            | Australië        | Royal Bafokeng Stadion, Rustenburg Toeschouwers: 34.812 Scheidsrechter: Roberto Rosetti |
| 19 juni «onderlinge duels» 16:00 uur | Asamoah Gyan 25' (pen.) | Wedstrijdverslag | 11' Brett Holman | Royal Bafokeng Stadion, Rustenburg Toeschouwers: 34.812 Scheidsrechter: Roberto Rosetti |

|                                      |       |                  |                |                                                                             |
| 23 juni «onderlinge duels» 20:30 uur | Ghana | 0 – 1            | Duitsland      | Soccer City, Johannesburg Toeschouwers: 83.391 Scheidsrechter: Carlos Simon |
| 23 juni «onderlinge duels» 20:30 uur |       | Wedstrijdverslag | 60' Mesut Özil | Soccer City, Johannesburg Toeschouwers: 83.391 Scheidsrechter: Carlos Simon |

### Eindstand
| Land      | Wed | Win | Gel | Ver | DV | DT | +/− | Pnt |
| --------- | --- | --- | --- | --- | -- | -- | --- | --- |
| Duitsland | 3   | 2   | 0   | 1   | 5  | 1  | 4   | 6   |
| Ghana     | 3   | 1   | 1   | 1   | 2  | 2  | 0   | 4   |
| Australië | 3   | 1   | 1   | 1   | 3  | 6  | -3  | 4   |
| Servië    | 3   | 1   | 0   | 2   | 2  | 3  | -1  | 3   |

### Achtste finale
|                                      |                           |                  |                                            |                                                                                       |
| 26 juni «onderlinge duels» 20:30 uur | Verenigde Staten          | 1 – 2            | Ghana                                      | Royal Bafokeng Stadion, Rustenburg Toeschouwers: 34.976 Scheidsrechter: Viktor Kassai |
| 26 juni «onderlinge duels» 20:30 uur | Landon Donovan 62' (pen.) | Wedstrijdverslag | 5' Kevin-Prince Boateng 90+3' Asamoah Gyan | Royal Bafokeng Stadion, Rustenburg Toeschouwers: 34.976 Scheidsrechter: Viktor Kassai |

### Kwartfinale
|                                     |                  |                  |                      |                                                                                     |
| 2 juli «onderlinge duels» 20:30 uur | Uruguay          | 1 – 1            | Ghana                | Soccer City, Johannesburg Toeschouwers: 84.017 Scheidsrechter: Olegário Benquerença |
| 2 juli «onderlinge duels» 20:30 uur | Diego Forlán 55' | Wedstrijdverslag | 45+2' Sulley Muntari | Soccer City, Johannesburg Toeschouwers: 84.017 Scheidsrechter: Olegário Benquerença |

|                                                                                   |       | strafschoppen                                           |  |
| Diego Forlán Mauricio Victorino Andrés Scotti Maximiliano Pereira Sebastián Abreu | 4 – 2 | Asamoah Gyan Stephen Appiah John Mensah Dominic Adiyiah |  |

GFA · A-internationals · Selecties ·  Bondscoaches · Ghanees vrouwenelftal · Ghana U21 · Ghana U20 · Ghana U19 · Ghana U18 · Ghana U17
1950 – 1959 ·
1960 – 1969 ·
1970 – 1979 ·
1980 – 1989 ·
1990 – 1999 ·
2000 – 2009 ·
2010 – 2019 ·
2020 − 2029
WK 2006 ·
WK 2010 · 
WK 2014
OS 1964 · 
OS 1968 · 
OS 1972 · 
OS 1976 · 
OS 1992 · 
OS 1996 ·
OS 2004
1950 · 
1951 · 
1952 · 
1953 · 
1954 · 
1955 · 
1956 · 
1957 · 
1958 · 
1959 · 
1960 · 
1961 · 
1962 · 
1963 · 
1964 · 
1965 · 
1966 · 
1967 · 
1968 · 
1969 · 
1970 · 
1971 · 
1972 · 
1973 · 
1974 · 
1975 · 
1976 · 
1977 · 
1978 · 
1979 · 
1980 · 
1981 · 
1982 · 
1983 · 
1984 · 
1985 · 
1986 · 
1987 · 
1988 · 
1989 · 
1990 · 
1991 · 
1992 · 
1993 · 
1994 · 
1995 · 
1996 · 
1997 · 
1998 · 
1999 · 
2000 · 
2001 · 
2002 · 
2003 · 
2004 · 
2005 · 
2006 · 
2007 · 
2008 · 
2009 · 
2010 · 
2011 · 
2012 · 
2013 ·
2014 ·
2015 ·
2016 ·
2017 ·
2018 ·
2019 ·
2020 ·
2021 ·
2022 ·
2023
Algerije ·
Angola ·
Argentinië ·
Australië ·
Benin ·
Bosnië en Herzegovina ·
Botswana ·
Brazilië ·
Burkina Faso ·
Burundi ·
Canada ·
Centraal-Afrikaanse Republiek ·
Chili ·
China ·
Comoren ·
Congo-Brazzaville ·
Congo-Kinshasa ·
Cuba ·
DDR ·
Denemarken ·
Duitsland ·
Egypte ·
Engeland ·
Equatoriaal-Guinea ·
Eritrea ·
Ethiopië ·
Gabon ·
Gambia ·
Griekenland ·
Guinee ·
Guinee-Bissau ·
IJsland ·
India ·
Indonesië ·
Irak ·
Iran ·
Italië ·
Ivoorkust ·
Jamaica ·
Japan ·
Joegoslavië ·
Kaapverdië ·
Kameroen ·
Kenia ·
Lesotho ·
Letland ·
Liberia ·
Libië ·
Madagaskar ·
Malawi ·
Maleisië ·
Mali ·
Marokko ·
Mauritius ·
Mexico ·
Montenegro · 
Mozambique ·
Namibië ·
Nederland ·
Nicaragua ·
Nieuw-Zeeland ·
Niger ·
Nigeria ·
Noorwegen ·
Oeganda ·
Oostenrijk ·
Portugal ·
Qatar ·
Rusland ·
Rwanda ·
Saoedi-Arabië ·
Sao Tomé en Principe ·
Senegal ·
Servië ·
Sierra Leone ·
Singapore ·
Slovenië ·
Soedan ·
Somalië ·
Swaziland ·
Tanzania ·
Thailand ·
Togo ·
Tsjaad ·
Tsjechië ·
Tunesië ·
Turkije ·
Uruguay ·
Verenigde Staten ·
Zambia ·
Zimbabwe ·
Zuid-Afrika ·
Zuid-Korea ·
Zwitserland
Brazilië (2006) · 
Duitsland (2014) ·
Italië (2006) · 
Ivoorkust (2015) · 
Portugal (2014) ·
Servië (2010) · 
Tsjechië (2006) · 
Verenigde Staten (2006) · 
Verenigde Staten (2014)